# Đội tuyển Fed Cup Jordan
Đội tuyển Fed Cup Jordan đại diện Jordan ở giải đấu quần vợt Fed Cup và được quản lý bởi Liên đoàn Quần vợt Jordan. Đội chưa thi đấu lại kể từ năm 2007.

## Lịch sử
Jordan tham dự kì Fed Cup đầu tiên vào năm 2000. Thành tích tốt nhất của đội là thứ 7 ở chung kết Nhóm II khu vực châu Á/châu Đại Dương năm 2000.